# Jet Force Gemini
Jet Force Gemini är ett tredjepersonsskjutarspel till Nintendo 64, släppt den 11 oktober 1999 i USA, den 2 november 1999 i Europa och den 1 december 1999 i Japan.

## Handling
I kampen om att rädda världen kan man spela som tre olika figurer: Juno, Vela, Lupus. Man kan även få en liten, flygande robotmedhjälpare som heter Floyd, och får då tillgång till ett samarbetsläge för två spelare.
Spelet utspelar sig i rymden, på flera olika planeter. För att komma till en ny planet måste man klara den föregående banan.